# Voices of Transgression - A 90's Retrospective
Voices of Transgression - A 90's Retrospective è una compilation della band thrash metal tedesca Kreator, compilata dal leader Mille Petrozza e, pubblicata il 4 aprile 1999 dalla GUN Records. L'album comprende canzoni solo presenti negli album della band degli anni novanta, oltre a 3 ulteriori brani inediti: "Inferno", "As We Watch the West" and "Lucretia (My Reflection)".

## Tracce
1. "Lucretia (My Reflection)" (The Sisters of Mercy cover) - 5:23
2. "Chosen Few" - 4:31
3. "Isolation" (Edit) - 4:15
4. "Leave This World Behind" - 3:30
5. "Golden Age" - 4:51
6. "Bomb Threat" - 1:47
7. "Phobia" - 3:22
8. "Whatever It May Take" - 3:49
9. "Renewal" - 4:40
10. "Lost" - 3:34
11. "Hate Inside Your Head" - 3:40
12. "Inferno" - 2:28
13. "Outcast" - 4:52
14. "State Oppression" (Raw Power cover) - 1:38
15. "Endorama" - 3:21
16. "Black Sunrise" - 4:31
17. "As We Watch the West" - 4:57